# I Need Air
I Need Air is een single van de elektronische muziekgroep Magnetic Man en  zangeres Angela Hunte.

## Tracklist
| Nr. | Titel                                         | Duur |
| --- | --------------------------------------------- | ---- |
| 1.  | I Need Air (ft. Angela Hunte) (Album Version) | 4:18 |
| 2.  | I Need Air (Redlight Remix)                   | 4:20 |
| 3.  | I Need Air (Digital Soundboy Remix)           | 5:23 |

## Hitlijsten

### Ultratop 50
| Positie: | 38 | 35 | 31 | 38 | 33 | 32 | 27 | 37 | 49 | 47 | uit |